# Grande Scisma

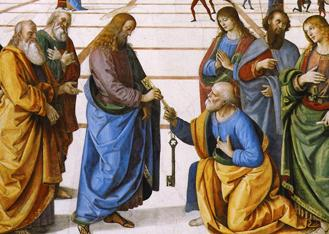
Affresco nella Cappella Sistina raffigurante Gesù che consegna le chiavi a san Pietro, opera (1481-1482) del Perugino.

Il Grande Scisma, così definito dagli Ortodossi e conosciuto dalla storiografia occidentale come Scisma d'Oriente, è l'evento che sancì la definitiva separazione tra la Chiesa cattolica e la Chiesa ortodossa. Datato storicamente al 16 luglio 1054, pose fine al concetto di cristianità unita sotto un'unica sede apostolica. La causa fu lo sviluppo giurisdizionale che aveva avuto il primato del Vescovo di Roma, considerato non solo il vescovo della capitale imperiale, ma anche il successore dell'apostolo Pietro. Tale titolo aveva infatti nel corso del Medioevo cessato di essere puramente onorifico, cioè limitato alla precedenza tra le allora cinque sedi apostoliche: Costantinopoli, Alessandria, Antiochia, Gerusalemme e Roma. Il ruolo politico assunto dal papato veniva rigettato dalla Chiesa costantinopolitana, che attribuiva al proprio Basileus un ruolo sia politico sia spirituale, secondo la dottrina del cesaropapismo. Il Patriarcato di Costantinopoli era giunto a pretendere già dal 1000 una sostanziale parità con Roma, cosa ritenuta inaccettabile dal papato. Queste pretese erano coadiuvate dall'immagine che di sé aveva la Chiesa orientale, considerata dagli ortodossi l'unica in grado di rappresentare una continuità con la Chiesa delle origini, poiché priva di cedimenti alle innovazioni, sia rituali sia teologiche, proposte dagli imbarbariti Latini. Le antipatie per l'Occidente erano poi alimentate sia dalla pretesa del titolo imperiale a partire da Carlo Magno sia dalla retrocessione dell'Esarcato bizantino al Papato.
Sebbene si indichi il 1054 come anno dello scisma, date le rispettive scomuniche di papa Leone IX e del potente patriarca Michele I Cerulario, fu in realtà il risultato di un lungo periodo di progressivo distanziamento fra le due Chiese.
Le divergenze si originarono sì sui riti e le usanze latine, ma riguardavano anche importanti questioni politiche, economiche e territoriali. Da una parte vi era l'ingombrante, ma necessaria, presenza di Veneziani e Genovesi nei territori bizantini, che nella loro litigiosa competizione per il predominio del commercio in Oriente portavano disagi nella popolazione locale. Dall'altra vi era tra i due Patriarcati una diatriba per la giurisdizione territoriale nella Penisola Balcanica e nel Meridione italiano. Sebbene queste terre erano passate da Roma a Costantinopoli con decreto del 730 di Leone l'Isaurico, erano ora in bilico, date le guerriglie dei Normanni a servizio dei principi locali in Italia.
Ciò premesso, si preferisce mettere alla base di tale scisma le due questioni religiose, tuttora irrisolte. La prima sull'autorità papale: il papa (ossia il vescovo di Roma e patriarca di tutto l'Occidente), ritenendosi investito del primato petrino su tutta la Chiesa per mandato di Cristo (da cui avrebbe ricevuto le "chiavi del Regno dei Cieli" e l'autorità di "pascerne gli agnelli" - cfr. i Vangeli di Matteo e Giovanni), lo intendeva come pieno potere giurisdizionale (secondo il linguaggio rabbinico conferire le chiavi a qualcuno significa investirlo di un'autorità), per cui reclamava sempre più la propria "naturale" autorità anche sugli altri patriarcati orientali, allora quattro (Costantinopoli, Alessandria, Antiochia e Gerusalemme, che, con Roma, formavano la cosiddetta pentarchia), anche se nel frattempo ne erano sorti altri (nei regni Bulgaro e Serbo), benché non riconosciuti conciliarmente. Questi invece riconoscevano sì al Patriarca d'Occidente un primato, ma solo onorario, mentre la sua autorità effettiva riguardava solo i cristiani d'Occidente, tanto quanto quella di loro quattro riguardava i relativi Patriarcati. Quindi praticamente paritari, precedenze d'onore a parte. L'altra disputa verteva sulla questione trinitaria, cioè sulla processione delle tre Persone divine, vedendo l'aggiunta del Filioque nel Credo niceno, gradualmente avvenuta in ambito latino, comunque contraria al divieto di Efeso per modifiche o aggiunte.
A parte le altre faccende sopra indicate, meno significative per noi ma non per loro, fra cui talune variazioni di certi riti liturgici (uso del pane azzimo durante l'eucaristia, matrimonio dei preti, confermazione dei battezzati riservata soltanto al vescovo, ecc.). Ribadite poi da Gregorio VII. Anche se e soprattutto le ragioni erano politiche (alleanza papale con Franchi e Normanni), per le rivendicazioni conflittuali di giurisdizione (nel sud Italia  e nei Balcani dell'area slava), sempre meno militarmente sostenibili dall'autorità imperiale.
La Chiesa si divise così sulle linee dottrinali e teologiche, oltre a quelle linguistiche, politiche e geografiche, nonostante i tentativi vari per superarle. Dopo la cacciata dei bizantini dall'Italia (caduta del Catapanato di Bari nel 1071), grazie all'alleanza di papa Nicolò II con i Normanni dopo il concilio di Melfi del 1059, la frattura politica si approfondì e non si è più potuta rinsaldare. Si ebbero in effetti due formali riunioni dell'Oriente con Roma, nel 1274 (nel Secondo Concilio di Lione) e nel 1439 (nel Concilio di Firenze), con l'unione proclamata a Costantinopoli nel 1452. Ma in entrambi i casi, fallito lo scopo, le riconciliazioni tra Roma e l'Oriente furono poi disconosciute da fedeli e da monaci di Costantinopoli.  Gli ulteriori tentativi di riconciliare le Chiese orientali e quella di Roma fallirono, specie per la cattività ottomana di oltre tre secoli, anche se alcune comunità ecclesiastiche già ortodosse nel corso dei secoli cambiarono giurisdizione, riconoscendo l'autorità papale e diventando cattoliche. Cosa resa possibile dal Concilio di Firenze (1438-39). Tali comunità, chiamate Uniati (termine spregiativo con cui gli ortodossi indicano quelli di loro sottomessi a Roma accettandone il primato giurisdizionale, mantenendo però il proprio rito), sono ora rimaste tali come Chiese cattoliche di rito orientale.
Sebbene la maggioranza delle fonti pongano come anno decisivo il 1054, altri fanno risalire lo Scisma ad anni ed eventi diversi, specie al 1204, anno del Sacco di Costantinopoli a opera dei Veneziani (già inveleniti dai massacri dei latini del 1182); che, per rifarsi dei debiti con loro contratti ma poi elusi dalla Corona, occuparono Costantinopoli grazie ai Crociati latini, trasportati dalla loro flotta ma deviati dalla loro giusta meta in Terrasanta. Anzi colonizzarono l'impero per quasi 60 anni, suddividendolo in feudi crociati. Finché, grazie ai Genovesi, l'impero venne ripreso dai principi bizantini, quasi pacificamente, ma con grande risentimento.
Scarsa importanza ha il sinodo di Costantinopoli del 1484, dopo la conquista turca, anno in cui la Chiesa di Costantinopoli rigettò formalmente il Concilio di Firenze. Per motivi procedurali, fomentati dalla nuova dinastia ottomana  (in quanto i capi spirituali che vi presero parte, non erano liberi e avrebbero oltrepassato la propria autorità, senza ottenere concessioni da parte latina sulle "prassi" controverse affermatesi in Occidente). Ma anche per evitare di essere confusi coi cattolici europei, contro i cui stati proseguivano le guerre. Il sinodo fu indetto da Simeone I, patriarca simoniaco di Costantinopoli su insistenza del Sultano, che l'aveva nominato.
Il dato di fatto è che tuttora, caduto anche l'Impero Ottomano, la Chiesa cattolica occidentale e la Chiesa ortodossa orientale rimangono separate, anche se entrambe continuano a definirsi una, santa, cattolica e apostolica (in ossequio al Credo niceno-costantinopolitano) e a rivendicare la propria "ortodossia" (certamente unica, non però le Chiese), dando a intendere che, con lo scisma, sia stata l'altra parte ad aver lasciato la Chiesa d'origine. Mentre pure l'autorità del Patriarca risulta molto ridimensionata in favore delle varie Chiese nazionali, divenute tutte autocefale, praticamente indipendenti, con la formazione degli Stati nazionali.

## Origini

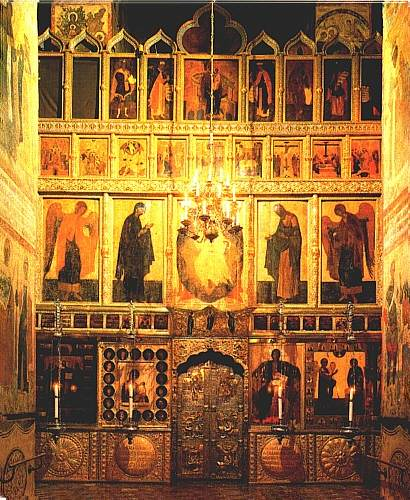
Iconostasi della Cattedrale dell'Annunciazione al Cremlino (Mosca)

All'inizio, la Chiesa cristiana riconosceva la posizione principale di tre vescovi (delle sedi petrine) conosciuti come patriarchi: il vescovo di Roma, il vescovo di Alessandria e il vescovo di Antiochia. Ad essi si aggiunsero il vescovo di Costantinopoli e il vescovo di Gerusalemme per ovvi motivi. Col Concilio di Calcedonia, del 451, si dovranno dunque contare cinque patriarcati, quattro in Oriente e uno in Occidente. I patriarchi, paritari salvo la precedenza onorifica, avevano autorità sugli altri vescovi della Chiesa nella relativa circoscrizione, che in Oriente corrispondeva in genere ad una diocesi civile romana. Alcuni storici sostengono che prima della metà del II secolo, od anche più tardi, non venisse riconosciuto alcun primato al vescovo di Roma (il papa), mentre altri autori cattolici sostengono la tesi opposta, non tanto in virtù della posizione del papa come successore di san Pietro (non accettata dagli altri patriarchi sebbene riconosciuta dai Padri della Chiesa, come Ignazio di Antiochia, Ireneo di Lione, Ambrogio di Milano, ecc.), ma perché la sede papale aveva particolare importanza nel fatto che Roma era capitale dell'Impero romano. Motivo per cui poi Costantinopoli si porrà al 2° posto.
Dopo che Costantino il Grande spostò la capitale a Costantinopoli nel 330, il papa mantenne la sua posizione di primus inter pares (primo fra pari), cosa ribadita dal secondo Concilio ecumenico nel 381, anche se questa non fosse accompagnata da alcuna facoltà di veto od altri poteri sugli altri patriarchi. Dopo la promozione di Costantinopoli a capitale, la posizione del patriarca di quella città cominciò ad essere considerata la seconda per importanza dopo quella del papa, sia pur tra le proteste delle altre sedi così sorpassate. Anzi poi sottolineata dal pariarca Giovanni IV, che nel 587 assumerà il titolo di ecumenico, pure contestato, specie dalla sede romana (ove il papa in risposta assumerà quello di servus servorum).
La disunione nell'ambito dell'Impero romano contribuì alle diatribe nell'ambito della Chiesa. Teodosio il Grande, che morì nel 395, fu l'ultimo imperatore a regnare su un impero unito; dopo la sua morte, l'impero fu diviso in due metà, occidentale e orientale, ognuna con il suo distinto imperatore. Entro la fine del V secolo l'Impero romano d'Occidente era già caduto, mentre l'Impero romano d'Oriente (conosciuto più avanti anche come Impero bizantino o Impero romeo), grazie anche alla posizione della sua capitale, continuava a prosperare.
L'antico Impero romano d'Occidente scomparve a causa delle invasioni dei Germani: da secoli il centro gravitazionale dell'Europa orbitava attorno al Mar Mediterraneo. Grazie a questo mare si diffuse la civiltà romana e per suo mezzo anche dopo il crollo dell'Impero romano d'Occidente le più lontane parti d'Europa comunicavano ancora tra loro. La religione, i costumi e anche le idee erano nonostante tutto omogenee. Le invasioni dei Germani non avevano mutato in modo sostanziale questa situazione. Fu l'invasione musulmana, invece, a isolare l'Occidente proprio da quell'Oriente da cui anticamente erano giunte le più raffinate forme della vita civile e culturale, con gli arabi stanziati in Spagna ad ovest e lungo le coste dell'Africa a sud-est (facendo scomparire la Chiesa africana di Cartagine). La Chiesa d'Occidente dovette pertanto salvaguardare la sua organizzazione, la sua gerarchia: i popoli germanici diventarono suoi figli come lo erano divenuti i romani. Ma si barbarizzò: il pensiero teologico e filosofico cessò e la fonte dei Padri della Chiesa non riuscì più a dare nuovi spunti di ricerca. Rimasero soltanto pochi ecclesiastici a interessarsi di teologia o di morale. Tuttavia è grazie alla Chiesa che la memoria romana si tramandò. Fu la Chiesa d'Occidente ad amministrare la cosa pubblica, anche perché non c'era nessuno in grado di farlo, ed eseguì questo compito con il suo personale, i suoi preti, monaci e vescovi. Paradossalmente lo Stato si clericalizzò: la Chiesa ebbe in affido la cura degli affari secolari. Addirittura l'istituzione tedesca dei vescovi-conti. Perciò, non solo perché cristiana, ma anche in quanto romana la Chiesa d'Occidente sopravvisse al disfacimento del mondo antico nella parte occidentale. Queste, le cause che emanciparono la Chiesa romana d'occidente rispetto alla Chiesa romana d'oriente.
Altri fattori fecero sì che l'Oriente e l'Occidente andassero ulteriormente discostandosi. La lingua dominante dell'Occidente era il latino, mentre in Oriente era più diffuso il greco. Nonostante il bilinguismo latino/greco fosse frequente presso i ceti sociali più elevati e gli uomini di cultura, iniziò, ancor prima della caduta dell'Impero d'Occidente, a declinare, e il numero di persone in grado di parlare entrambe le lingue divenne sempre più raro, rendendo difficile la comunicazione fra Oriente e Occidente. Con il venir meno dell'unità linguistica, anche l'unità culturale iniziò a dare segni di cedimento: la cultura occidentale si trasformò sensibilmente per influenza dei popoli germanici, mentre l'Oriente continuava ad essere legato alla tradizione della cristianità ellenistica, rafforzando la tradizione e il rito greco in cui si espresse la Chiesa delle origini. Tale differenza si fece sempre più profonda nel corso dell'VIII secolo quando i papi, caduto l'Esarcato di Ravenna per mano longobarda, chiamarono i re Franchi a liberarlo ed a fermare l'avanzata longobarda sul Ducato romano. Ed il re franco, appoggiato in casa dal papa, restituì l'Esarcato a lui, quale maggiore autorità bizantina in Italia, invece che all'Imperatore, occupato nella lotta iconoclasta, anche contro il papa.  Successivamente, stanchi della secolare lotta iconoclasta, i papi rinnovarono lo stesso Impero d'Occidente col nuovo re franco Carlo Magno, voltando le spalle ai pericolosi sovrani dell'Impero Romano d'Oriente.
E così le due metà della Chiesa si andavano progressivamente distanziando: usavano riti differenti e avevano accentuazioni differenti alle dottrine religiose. Sebbene al Grande Scisma tra le due parti della cristianità si sarebbe arrivati solo secoli più tardi, le cause che l'avrebbero determinato apparivano chiaramente percettibili fin dall'epoca che seguì la scomparsa dell'ultimo imperatore romano orientale di lingua e cultura latine: Giustiniano I. Imperatore che nella sua riforma amministrativa abolì le 12 diocesi romane (istituite da Diocleziano) ma riconfermò la Pentarchia, basata su queste.

## I primi scismi
Il Grande Scisma non era il primo scisma fra l'Oriente e l'Occidente; vi furono infatti oltre due secoli di divisioni nel primo millennio della Chiesa:
- Dal 343 al 398, la Chiesa era divisa sull'Arianesimo, strenuamente combattuto in Oriente da sant'Atanasio e in Occidente dal Papato.
- Nel 404 sorse una nuova controversia, quando l'imperatore d'oriente Arcadio depose il patriarca di Costantinopoli Giovanni Crisostomo, supportato dal patriarcato romano. Il papa presto ruppe la comunione con i patriarcati orientali, in quanto avevano accettato la deposizione di Giovanni Crisostomo: questa divisione fu risanata solo nel 415, quando i patriarchi orientali riconobbero retroattivamente la legittimità di tale patriarca.
- Un altro conflitto sorse quando, nel 482, l'imperatore d'oriente Zenone emanò un editto conosciuto come l'Henotikon, che cercava di riconciliare le differenze fra i monofisiti (che credevano che Gesù avesse la sola natura divina) con la dottrina riconosciuta ufficialmente dalla Chiesa di Stato (per la quale Gesù Cristo aveva due nature: umana e divina). L'editto, comunque, ricevette la condanna dei patriarchi di Alessandria e di Antiochia e di papa Felice III; nel 484, Acacio, patriarca di Costantinopoli che sollecitò Zenone alla pubblicazione dell'editto, fu scomunicato. Lo scisma terminò nel 519 - oltre 30 anni dopo - quando l'Imperatore d'oriente Giustino I riconobbe la scomunica di Acacio.
- Un'altra grave rottura si ebbe dall'863 all'867, con il patriarca Fozio.

### Lo strappo di Fozio

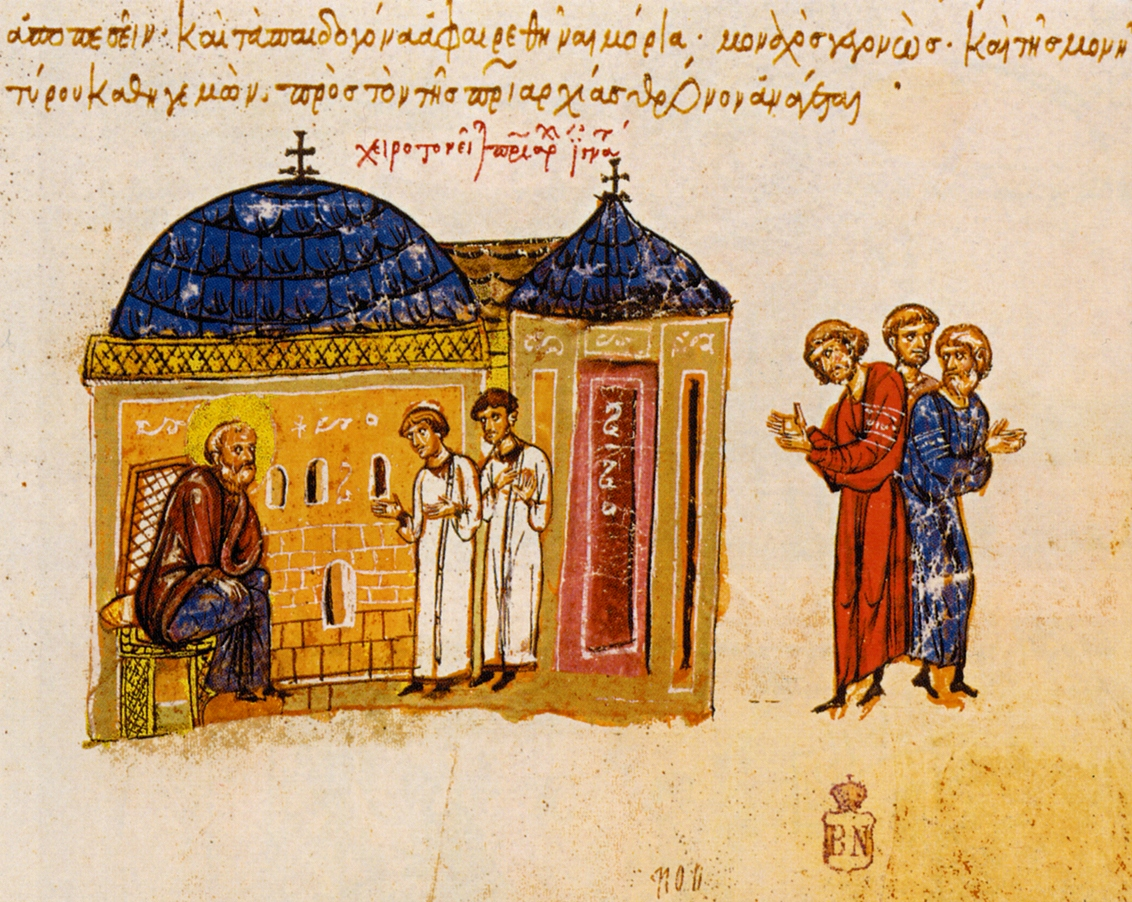
Ignazio I con alcuni monaci

Il vescovo di Costantinopoli Ignazio I nell'857 rifiutò la comunione a Bardas, un uomo che si era macchiato d'incesto, che era però zio dell'imperatore Michele III, detto l'Ubriacone: questo fatto servì da pretesto all'imperatore per deporre Ignazio (il quale secondo alcuni si sarebbe in realtà dimesso, mentre secondo altri tuttavia non aveva intenzione di abdicare) e nominare Fozio patriarca al suo posto.
Fozio era uomo di vasta cultura, esegeta esperto di patristica, avviato a una vita laica da docente di filosofia e teologia e da uomo di stato, che, grazie alle sue abilità (e forse alla sua parentela con la famiglia dell'imperatore), raggiunse presto posizioni di alto prestigio. Ma, all'epoca della destituzione di Ignazio, Fozio era ancora laico: ciononostante la notte di Natale dell'857 vide la nomina a patriarca di Fozio, dopo una carriera religiosa di soli sei giorni (peraltro in rispetto dell'ordine dei differenti gradi della gerarchia fissato dalla Chiesa).
Papa Niccolò I intervenne in merito, indicendo un sinodo nell'863 in Laterano, che dichiarò la deposizione di Ignazio illegittima e la scomunica di Fozio se questi avesse insistito nella sua usurpazione del seggio patriarcale. Fozio però rispose a sua volta con una scomunica contro il papa nell'867 e con una lettera enciclica a tutti i vescovi orientali, nella quale spiegava alcuni punti della divergenza con la Chiesa latina. In particolare, era nei seguenti punti che quest'ultima era accusata di prendere le distanze dalla retta fede della Chiesa orientale: l'aggiunta del filioque al Credo (questione che avrebbe assunto grande importanza nei secoli successivi), il celibato dei preti, la proibizione per i preti di amministrare la Cresima, il digiuno del sabato, l'inizio della Quaresima il Mercoledì delle ceneri.
Ma in quello stesso anno, l'867, un evento mutò radicalmente la situazione: Michele III venne assassinato e il trono passò a Basilio I il Macedone. Basilio fece un'epurazione dei sostenitori del suo predecessore, fra i quali anche Fozio, reintegrando al suo posto il vecchio vescovo Ignazio: questa decisione fu ratificata dal Concilio di Costantinopoli dell'869. Fozio fu costretto all'esilio in un monastero sul Bosforo, da dove rientrò, dopo alcuni anni, alla corte costantinopolitana nella carica di insegnante di uno dei figli dell'imperatore.

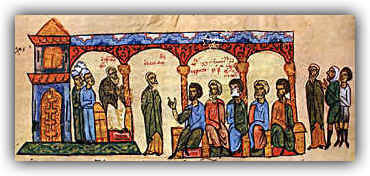
Il patriarca Fozio I, seduto sul suo trono patriarcale, ripresso dalle cronache di Giovanni Skylitzes

Alla morte di Ignazio nell'877, Fozio fu rinominato patriarca di Costantinopoli per la sua grande popolarità tra i fedeli. Lo stesso papa Giovanni VIII, rispetto al predecessore, ebbe una positiva opinione di Fozio. Al Concilio di Costantinopoli dell'879-880, Fozio ottenne la revoca delle deliberazioni del precedente Concilio dell'869 e reiterò i punti di disaccordo con Roma. Nella medesima sede egli inoltre dichiarò che la Bulgaria, dove nell'865 il cristianesimo era stato dichiarato religione di Stato, facesse parte della giurisdizione del patriarcato di Costantinopoli.
Papa Giovanni VIII lo scomunicò prontamente, ma questo atto non ebbe altri effetti oltre a causare un altro scisma fra la Chiesa occidentale e le Chiese orientali. Nell'886, il nuovo imperatore Leone VI il Filosofo depose Fozio sulla base di accuse pretestuose per favorire la nomina del fratello, Stefano: anche questa procedura, decisamente irregolare, fu bollata da una scomunica da parte di papa Stefano V. Fozio morì 11 anni dopo, nell'897, in un monastero in Armenia. Fu poi proclamato santo dalla Chiesa ortodossa.
Lo scisma rientrò con il patriarca Antonio II, ma ormai nelle chiese d'oriente si era determinato e radicato un forte sentimento "anti-romano", che accusava Roma di essersi allontanata dalla "retta fede" nei punti indicati da Fozio: tale percezione giocherà un ruolo fondamentale poco più di un secolo più tardi, in occasione del Grande Scisma.

## Il Grande Scisma

### Verso lo Scisma

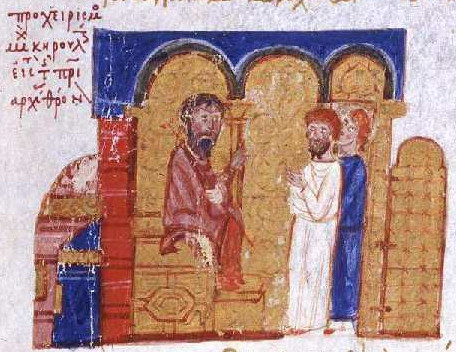
Il patriarca di Costantinopoli Michele I Cerulario

Quando Michele I Cerulario, uomo dotato di una personalità tempestosa e rivoltosa, divenne patriarca di Costantinopoli nell'anno 1043, diede inizio a una campagna contro quelle che riteneva le innovazioni della chiesa latina, accusata di aver deviato dalla "retta fede", prendendo voce in capitolo nella discussione teologica sulla natura dello Spirito Santo, nata a causa dell'inserimento (occidentale) del Filioque nel Credo niceno. Bisanzio e Roma erano già di fatto divise, anche se non ancora formalmente, in quanto forte era la richiesta di autonomia dalla Chiesa centrale. A Bisanzio cresceva la consapevolezza e le convinzione che Roma andava degenerandosi a causa dell'alleanza con i Normanni e con l'Impero Tedesco, mentre Bisanzio, nuova Roma, si fece depositaria delle vere e autentiche tradizioni ecclesiastiche, della vita e della fede religiosa, conservatesi intatte.
I motivi che scatenarono il Grande Scisma includevano dunque:
- come già affermato, l'inserimento del Filioque nel Credo niceno nell'ambito della Chiesa latina, atto definito non canonico dalla Chiesa orientale, anche perché in violazione allo specifico comando del Concilio di Efeso (secondo gli ortodossi il Credo può essere cambiato solo per consenso conciliare). La controversia circa il Filioque sembra essersi originata nella Spagna Visigota del VI secolo, laddove l'eresia ariana era particolarmente diffusa: gli ariani affermavano che la prima e la seconda persona della Trinità (generata dal Padre) non sono coeterne e quindi uguali. Per rafforzare la teologia tradizionale, il clero spagnolo introdusse arbitrariamente il Filioque nel Credo niceno ("Credo nello Spirito Santo, [...] che procede dal Padre e dal Figlio [Filioque, appunto], e con il Padre ed il Figlio è adorato e glorificato"): all'Oriente tale inserzione parve alterare non solo il credo universale, ma anche la dottrina ufficiale della Trinità, creando una presunta "doppia paternità" dello Spirito Santo.
- dispute sopra il primato universale di giurisdizione del papa, ossia se il Vescovo di Roma dovesse essere considerato un'autorità superiore a quella degli altri patriarchi. Tutti i cinque patriarchi della Chiesa concordavano sul fatto che il Vescovo di Roma dovesse ricevere onori più elevati degli altri[senza fonte], ma non era chiaro se e in che modo al papa spettasse una vera autorità di giurisdizione sugli altri quattro e quanto ampia potesse essere tale autorità. La prassi precedente, del resto, aveva riconosciuto al papa un primato d'onore ma non di vera e propria giurisdizione: inoltre tale primato d'onore non era accettato sulla base della dottrina tradizionale affermatasi in Occidente, che vede il papa come legittimo successore di san Pietro e, pertanto, investito di autorità su tutta la Chiesa per divina disposizione.

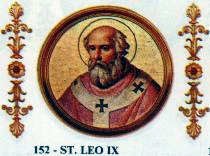
Papa Leone IX

- dispute circa la giurisdizione ecclesiastica nei Balcani, in particolare sui nuovi Regni Bulgaro e Serbo (che chiedevano un loro patriarca nazionale)..
- la designazione del patriarca di Costantinopoli come "ecumenico", cioè "universale" (587), attributo che Roma non riconosceva a nessun patriarca benché successore di uno degli apostoli, tantomeno quindi ad una sede vescovile che risaliva storicamente ai secoli successivi all'epoca apostolica.
- il concetto di cesaropapismo, un modo controverso per mantenere unite in qualche modo le autorità politiche e religiose, che si erano separate molto tempo prima, quando la capitale dell'Impero venne spostata da Roma a Costantinopoli. Vi sono ora controversie su quanto tale cosiddetto "cesaropapismo" esistesse effettivamente o quanto invece fosse frutto dell'invenzione degli storici occidentali, alcuni secoli dopo.
- la perdita di influenza dei patriarchi di Antiochia, di Gerusalemme e di Alessandria, già sdoppiati per le divergenze teologiche, conseguente alla crescita dell'Islam, fatto che portò le politiche interne alla Chiesa ad essere viste sempre più come un dualismo Roma - Costantinopoli.
- certe norme liturgiche occidentali che l'Oriente cristiano interpretava come innovazioni: un esempio ne sia l'uso ebraico del pane azzimo per l'Eucaristia, assente nella tradizione della Chiesa delle origini.

Nella rottura dei rapporti tra Chiesa e Normanni (1054), nacque l'idea di realizzare un esercito formato dall'unione militare tra tedeschi e bizantini in funzione anti - normanna. Questo esercito fu guidato da Argiro, figlio di Meles, che nel 1009, con la protezione tedesca e papale, aveva combattuto contro l'esercito bizantino. A Bisanzio Michele Cerulario non era disponibile ad aiutare Argiro in funzione anti – normanna, per l'odio personale che aveva nei suoi confronti, ricordando le vicende del padre. Per questo cominciò a guidare una campagna anti–latina di dimensioni molto più grandi di quella portata avanti da Fozio nell'863-869. Nonostante questo, Argiro portò avanti la sua campagna, sostenuto dall'Imperatore bizantino.
Michele Cerulario non si arrese e cominciò una campagna di diffamazione contro Roma: rimise all'ordine del giorno il problema del Filioque, del rito ecclesiastico, del celibato del clero, dell'uso del pane azzimo, del digiuno del sabato. Inoltre, fece chiudere le Chiese latine in Oriente e compì diversi atti vandalici anche contro le particole consacrate. Il portavoce e il braccio del patriarca Michele era Leone di Ohrid, il quale scrisse una lettera al vescovo di Trani (in realtà il vero destinatario era il papa), nella quale obbligava Roma ad adeguarsi a Bisanzio e ai suoi riti, ripudiando i riti occidentali contrari a quelli greci. Questa lettera fu trasmessa nelle mani del tempestoso e sanguigno Umberto di Silva Candida, consigliere del papa, che rispose a tono, accusando la Chiesa orientale di ben 90 eresie, suscitando una violenta reazione da parte del patriarca Michele.

### 16 luglio 1054: lo Scisma si consuma

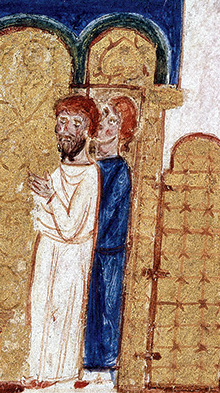
Il cardinale Umberto di Silva Candida

Nel 1054 papa Leone IX inviò a Costantinopoli Umberto di Silva Candida per tentare di risolvere questa situazione critica, ma la visita terminò nel peggior modo: stanco di attendere un dialogo diretto, nonostante l'appoggio imperiale, il 16 luglio 1054, il cardinale Umberto depositò sull'altare di Santa Sofia una bolla di scomunica contro il patriarca Michele Cerulario e i suoi sostenitori, designandoli come simoniaci, eretici, nicolaitici: tale atto venne però inteso pure come scomunica della Chiesa bizantina. A questo provvedimento Cerulario rispose in modo analogo ritenendo doveroso scomunicare Umberto di Silva Candida e gli altri legati papali, cosa che fece appena otto giorni dopo, il 24 luglio.
Ai fatti concreti del 1054, però, dobbiamo accostare anche le valutazioni storiche a questi fatti che non coincidono con la valutazione giuridica. Ne possiamo ricavare principalmente due:
1. Lo scisma, per così dire, nacque nel 1054 ed in quest'anno avvennero i fatti più determinanti. Esso, però, non fu necessariamente avvertito nella sua gravità dagli stessi contemporanei, ma fu visibile soltanto una-due generazioni più tardi.
2. Lo stesso aspetto giuridico, che ha un suo valore, sembra non essere così chiaro. Infatti, papa Leone IX, quando fu scritta e proclamata la bolla di scomunica da Umberto da Silva Candida, era già morto. Noi sappiamo che, alla morte di un papa, automaticamente vengono sospese tutte le deleghe che il papa stesso aveva concesso. La delegazione, allora, aveva ancora lo stesso potere di agire? La scomunica non avrebbe, quindi, valore giuridico, ma piuttosto è un'illegittima amplificazione del risentimento personale di Umberto verso il patriarca Michele, sebbene, attraverso di essa, si colga il problema centrale della questione.

Al tempo delle reciproche scomuniche, papa Leone IX era morto: per cui, l'autorità del cardinale Umberto, quale legato pontificio, era già venuta meno, e per questo motivo non avrebbe potuto scomunicare il patriarca Cerulario. Ragione per cui Cerulario, in effetti, non scomunicò papa Leone, ma soltanto i legati. Inoltre, nessun Concilio considerato generale od ecumenico da una delle due Chiese ha mai scomunicato l'altra. Tuttavia, la frattura non fu mai sanata.
Le Chiese, inoltre, attraverso i loro rappresentanti ufficiali, si anatemizzarono l'una l'altra: si separarono così la Chiesa cattolica e la Chiesa ortodossa, ognuna delle quali rivendicava per sé il titolo di "Chiesa una, santa, cattolica ed apostolica" e di custode dell'Ortodossia cristiana. Sebbene la comunione non fosse definitivamente e completamente spezzata fino all'invasione ottomana di Costantinopoli nel 1453, la frattura fondamentale, pur con alcune brevi parentesi (es. Concilio di Firenze), non si è più risanata.

## Riconciliazione
Un evento storico di grande rilevanza ebbe luogo il 5 gennaio 1964, quando il patriarca Atenagora I e papa Paolo VI si incontrarono a Gerusalemme: il loro "abbraccio di pace" e la loro dichiarazione di riconciliazione furono il primo atto ufficiale congiunto delle due chiese dallo scisma del 1054. La Dichiarazione comune cattolico-ortodossa del 1965 fu letta contemporaneamente il 7 dicembre 1965 in un incontro pubblico nell'ambito del Concilio Ecumenico Vaticano II a Roma e in occasione di una cerimonia speciale a Costantinopoli: precisò che lo scambio di scomuniche del 1054 era fra le persone interessate e non fra le Chiese, e che tali censure non intendevano rompere la comunione ecclesiastica fra le Sedi apostoliche di Roma e Costantinopoli. Questi grandi eventi non posero fine al Grande Scisma tra le due Chiese, ma senz'altro mostrarono il desiderio di una maggiore riconciliazione fra Oriente e Occidente.
Papa Paolo VI nel 1967 si recò poi in Turchia al Patriarcato ortodosso. Il 25 luglio ha visitato Istanbul, ha visitato la Cattedrale dello Spirito Santo nel quartiere di Pangaltı, ha incontrato il presidente della Turchia Cemal Gürsel, ha visitato la chiesa ortodossa patriarcale di San Giorgio, ha incontrato il patriarca armeno Snork Kalustian, per la seconda volta il patriarca ecumenico di Costantinopoli Atenagora, il capo religioso musulmano di Istanbul, l'Hakham Bashi (rabbino capo) di Istanbul; il 26 luglio ha visitato a Smirne la Cattedrale di San Giovanni e incontra le autorità locali, poi ha incontrato la comunità ortodossa di Efeso ed è infine ritornato a Smirne da dove è ripartito per Roma. La visita sarà subito ricambiata nello stesso anno dal patriarca Atenagora in Vaticano.
Il 30 novembre 1979, festa di S. Andrea, durante la visita di papa Giovanni Paolo II al patriarca Demetrios I fu proclamata l'istituzione del dialogo teologico ufficiale tra la Chiesa ortodossa orientale e la Chiesa cattolica, mediante una Commissione teologica mista. Il patriarca restituì la visita in Vaticano nel 1987, ricordando il XVI centenario del Concilio di Costantinopoli I. Come ricordato nell'enciclica papale Ut unum sint.
Le visite reciproche, senza precedenti, del papa e del patriarca di Costantinopoli sono il risultato dell'avvenuta eliminazione di molti ostacoli storici, che ha portato a una ripresa del dialogo fra i due "polmoni" della Cristianità, per la prima volta dopo 900 anni: questi eventi storici sono altri importanti segni di speranza nella strada di risoluzione della separazione tra i cristiani.
Il 27 novembre 2004, per "promuovere l'unità dei Cristiani", papa Giovanni Paolo II restituì parte delle reliquie dei patriarchi Giovanni Crisostomo e Gregorio Nazianzeno a Costantinopoli. I resti di Giovanni Crisostomo furono presi come bottino di guerra da Costantinopoli dai Crociati nel 1204, e molti ritengono che anche le spoglie di Gregorio Nazianzeno abbiano subito la medesima sorte, anche se la Santa Sede sostiene che le ossa del secondo santo furono portate a Roma da monaci bizantini nell'VIII secolo.
Il patriarca di Costantinopoli Bartolomeo I, insieme con altri capi delle Chiese autocefale orientali, ha presenziato ai funerali di papa Giovanni Paolo II, l'8 aprile 2005. Questa fu la prima occasione dopo molti secoli nella quale un patriarca ortodosso ha assistito ai funerali di un papa, ed è considerata da molti un serio segno della ripresa del dialogo verso la riconciliazione.
Nel corso del suo viaggio pastorale in Turchia, il 30 novembre 2006, papa Benedetto XVI ha incontrato il patriarca Bartolomeo I, firmando una dichiarazione congiunta e ribadendo la necessità del dialogo fra le due Chiese, che però incontra ancora difficoltà in relazione alle Chiese cattoliche orientali, in genere poi Chiese di stati cattolici, che le Chiese ortodosse riterrebbero "traditrici".
Sulla situazione esistente Franco Cardini ha avuto modo di scrivere che una differenza basilare tra le due Chiese da cui dipese lo Scisma del 1054 era ancora valida al 2007. Lo storico fiorentino risale alle origini degli avvenimenti che lo determinarono dandone una propria visione facendo notare che in Occidente con le invasioni barbariche e il disfacimento dell'Impero che si consumerà fino a Carlo Magno, «tra il V e il IX secolo i vescovi dovettero sempre più spesso assumere anche funzioni di governo, incluse le militari» e che il vescovo di Roma, il Papa, divenne progressivamente primus inter pares. In Oriente invece il patriarca di Costantinopoli non sopravvanzò quelli delle altre città patriarcali quali Antiochia o Alessandria in quanto il ruolo di vero capo della Chiesa greca «spettò sempre in pratica all'imperatore» d'Oriente. Cosa smentita dall'assunzione del titolo di ecumenico e dalla nomina di patriarchi greci nelle altre 3 sedi.
Il 12 febbraio 2016 papa Francesco e il patriarca Cirillo di Mosca e di tutta la Russia, capo della Chiesa ortodossa russa, si sono incontrati a L'Avana, il primo incontro tra queste due Chiese dopo il Concilio di Firenze e la rottura del 1448. Insieme hanno formulato una dichiarazione di 30 punti, con un appello congiunto per la fine della persecuzione dei cristiani in Medio Oriente e alle guerre nella regione, e con la speranza di contribuire al ristabilimento dell'unità dei cristiani tra le due chiese. Cosa poi ampiamente disattesa dalla Chiesa russa (non riconosciuta come patriarcato) con l'intervento militare contro l'Ucraina.